# Файер, Юрий Фёдорович
Ю́рий Фёдорович Фа́йер (5 [17] января 1890, Киев, Киевская губерния, Российская империя — 3 августа 1971, Москва, РСФСР, СССР) — советский и российский дирижёр, скрипач. Народный артист СССР (1951). Лауреат четырёх Сталинских премий (1941, 1946, 1947, 1950). Номинант на премию Оскар за лучший саундтрек к музыкальному фильму (1959).

## Биография

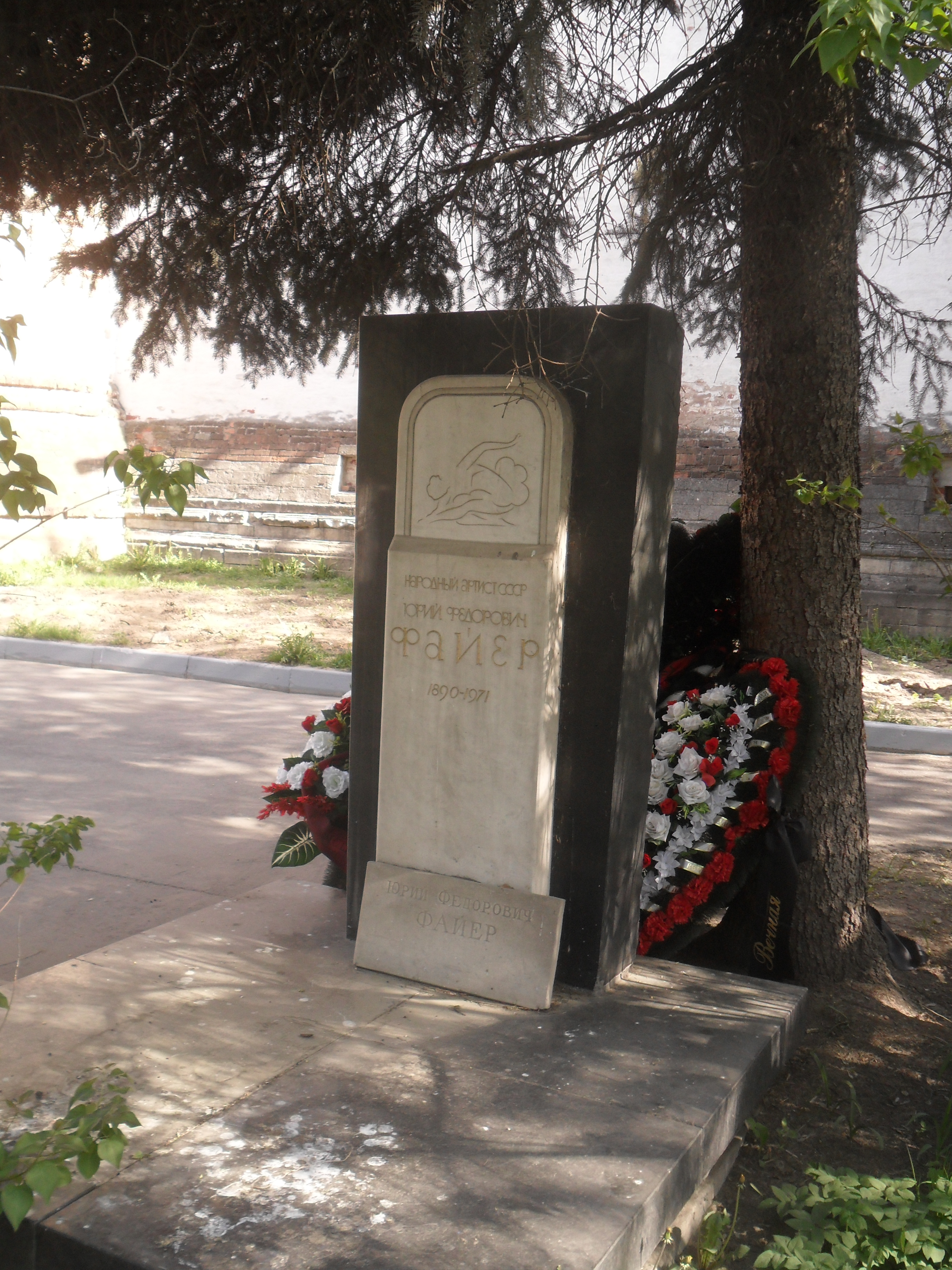
Могила Файера на Новодевичьем кладбище Москвы.

Юрий Файер родился в еврейской семье. Его отец, купец Шлёма (Соломон Маркович) Фаер, был владельцем магазина готового платья; семья проживала в собственном доме на Бибиковском бульваре (ныне бульвар Шевченко, № 3; архитектор А. К. Краусс).
В 1906 году окончил Киевское музыкальное училище, был учеником К. А. Пятигоровича. В том же году был принят в Московскую консерваторию, но не смог получить права жительства вне черты оседлости; с помощью Ф. П. Горева, ставшего его восприемником (отсюда отчество «Фёдорович»), принял православие и смог поселиться в Москве. Учился в Московской консерватории по классу скрипки Г. Н. Дулова, окончил в 1919 году. Совершенствовался как дирижёр у А. Ф. Арендса.
С 1906 года играл на скрипке в различных оркестрах, в 1909—1910 годах занимал место концертмейстера и дирижёра Рижской оперы, в 1914—1915 годах — артист оркестра Оперы Зимина в Москве.
В Большой театр (ГАБТ) был принят в 1916 году как артист оркестра и концертмейстер, в 1919 году дебютировал в нём как дирижёр.
С 1923 по 1963 годы — бессменный дирижёр балета ГАБТ. В его репертуаре ― свыше 50 балетов, многие из которых под его управлением в театре были поставлены впервые. В сотворчестве с выдающимися композиторами и хореографами создал спектакли, вошедшие в золотой фонд балетного театра. Его дирижёрскому искусству были присущи глубокое понимание законов хореографии и неизменное чувство стиля как классической, так и современной балетной музыки.
С балетной труппой Большого театра гастролировал в Великобритании, Франции, Бельгии, ФРГ, Венгрии, Китае, США и др. странах. Руководил балетной труппой театра на зарубежных гастролях.
Автор воспоминаний «О себе, о музыке, о балете» (1970).
Член ВКП(б) с 1941 года.
Проживал в Москве в доходном доме М. В. Сокол на Кузнецком Мосту.
Юрий Фёдорович Файер умер 3 августа 1971 года в Москве. Похоронен на Новодевичьем кладбище (участок № 3).

## Награды и звания
- Заслуженный деятель искусств РСФСР (1934)[6];
- Народный артист РСФСР (02.06.1937);
- Народный артист СССР (1951);
- Сталинская премия второй степени (1941) — за высокое мастерство дирижирования балетами;
- Сталинская премия первой степени (1946) — за балетный спектакль «Золушка» С. С. Прокофьева, поставленный на сцене ГАБТ;
- Сталинская премия первой степени (1947) — за балетный спектакль «Ромео и Джульетта» С. С. Прокофьева, поставленный на сцене ГАБТ;
- Сталинская премия второй степени (1950) — за балетный спектакль «Красный мак» Р. М. Глиэра, поставленный на сцене ГАБТ;
- Орден Ленина (02.06.1937) — за выдающиеся заслуги в деле развития оперного и балетного искусства;
- Два ордена Трудового Красного Знамени (1951, 1959);
- Медаль «За доблестный труд в Великой Отечественной войне 1941—1945 гг.»;
- Медаль «За доблестный труд. В ознаменование 100-летия со дня рождения Владимира Ильича Ленина»;
- Медаль «В память 800-летия Москвы»;
- Премия фирмы грамзаписи «Chant du monde» за запись балета «Лебединое озеро» П. Чайковского.

## Работы в театре
- 1922 — «Вечно живые цветы» на музыку Б. В. Асафьева;
- 1922 — «Безделушки» В. А. Моцарта;
- 1924 — «Миллионы Арлекина» Р. Дриго;
- 1926 — «Эсмеральда» Ц. Пуни;
- 1927, 1949 — «Красный мак» Р. М. Глиэра;
- 1927 — «Смерч» Б. Б. Бера;
- 1928 — «Карнавал» на музыку С. Н. Василенко;
- 1930 — «Футболист» В. А. Оранского;
- 1931 — «Комедианты» Р. М. Глиэра
- 1932, 1946 — «Шопениана» на музыку Ф. Шопена;
- 1932 — «Щелкунчик» П. И. Чайковского;
- 1932 — «Саламбо» А. Ф. Арендса;
- 1933, 1947 — «Пламя Парижа» Б. В. Асафьева;
- 1934, 1944 — «Жизель» А. Адана;
- 1935 — «Три толстяка» В. А. Оранского;
- 1935 — «Светлый ручей» Д. Д. Шостаковича;
- 1936 — «Бахчисарайский фонтан» Б. В. Асафьева;
- 1936, 1952 — «Спящая красавица» П. И. Чайковского;
- 1937, 1956 — «Лебединое озеро» П. И. Чайковского;
- 1937 — «Аистёнок» Д. Л. Клебанова;
- 1938 — «Кавказский пленник» Б. В. Асафьева;
- 1939 — «Светлана» Д. Л. Клебанова;
- 1940 — «Дон Кихот» Л. Ф. Минкуса;
- 1941 — «Тарас Бульба» В. П. Соловьёва-Седого;
- 1943 — «Тщетная предосторожность» на музыку П. Гертеля;
- 1945 — «Раймонда» А. К. Глазунова;
- 1945 — «Золушка» С. С. Прокофьева;
- 1946 — «Ромео и Джульетта» С. С. Прокофьева;
- 1948 — «Конёк-Горбунок» Ц. Пуни;
- 1949 — «Коппелия» Л. Делиба;
- 1949 — «Медный всадник» Р. М. Глиэра;
- 1954, 1959 — «Сказ о каменном цветке» С. С. Прокофьева;
- 1956 — «Лауренсия» А. А. Крейна;
- 1957 — «Гаянэ»А. И. Хачатуряна;
- 1958 — «Спартак» А. И. Хачатуряна;
- 1963 — «Подпоручик Киже» на музыку С. С. Прокофьева.

## Фильмография
- 1951 — «Большой концерт» — Юрий Фёдорович, дирижёр на репетиции.